# Deadhunt
Deadhunt – gra FPS wyprodukowana 5 kwietnia 2005 roku przez firmę REL Games.
Gracz wciela się w jednego z ostatnich ocalałych ludzi, stających naprzeciw niezliczonej liczbie hord nieumarłych, takich jak zombie, szkieletory, oraz robaki, w wielu rodzajach. Gra stawia na czystą akcję, tak więc celem staje się często zabicie określonej liczby nieumarłych, przeżycie określonego limitu czasu, czy też wykonanie konkretnej misji. Do dyspozycji gracza zostaje oddany arsenał broni, jaki pistolety, pistolety maszynowe, karabiny maszynowe, karabiny szturmowe, strzelby, granaty. W grze są także dostępne liczne bonusy, takie jak powerupy oraz runy. Pierwsze służą do chwilowych bonusów w postaci lepszej broni, zwiększonej siły ognia, czy odporności, drugie natomiast na stałe podwyższają konkretne statystyki gracza, jest to element wzrostu postaci, zaczerpnięty z gier RPG. Gracz ma do dyspozycji trzy tryby gry: Mission, Survival oraz Greed. Pierwszy, główny tryb gry, polega na przechodzeniu misji i odblokowywaniu kolejnych. Drugi to typowy dla gier akcji tryb jak najdłuższego pozostania przy życiu, walcząc z nieskończoną ilością przeciwników. Trzeci jest podobny z tą różnicą, że tutaj gracz sam decyduje, kiedy ma przerwać i zakończyć grę, w przeciwnym razie gdy gracz zginie z ręki przeciwnika wynik punktowy zostanie wyzerowany.

## Wymagania sprzętowe
- Procesor Pentium IIII/Athlon 1200 MHz
- 512 MB RAM
- karta graficzna 128 MB
- 500 MB wolnej przestrzeni na dysku twardym
- System operacyjny Windows 9x/NT/XP